# Dave Lombardo
Dave Lombardo (* 16. února 1965, Havana) je americký hudebník kubánského původu. Je znám především jako bubeník amerických metalových skupin Slayer a Fantômas. Realizoval se i ve vlastní kapele Grip Inc. Bubnoval také se skupinou Testament a v roce 1999 s nimi nahrál album "The Gathering". Jako bubeník též hostoval na albu Reflections finské cello metalové kapely Apocalyptica ve skladbách "Somewhere Around Nothing", "Prologue", "No Education", "Resurrection" a "Cortege" nebo třeba bubnoval na Download festivalu v roce 2004 s Metallicou jako náhrada za zraněného Larse Ulricha.
Po neshodách byl v roce 2013 z kapely Slayer vyhozen a nahrazen Paulem Bostaphem. Poté založil vlastní kapelu Philm.
V roce 2016 se připojil ke kapele Suicidal Tendencies, se kterými nahrál desky "World Gone Mad" s "Still Cyco Punk After All These Years".
Lombardo aktuálně hraje se skupinami Dead Cross, Mr. Bungle a Misfits.
Skupina Testament 1. března 2022 oznámila návrat Lombarda do skupiny po 23 letech, ale po roce zase odešel z důvodu špatného plánu turné.

## Diskografie

### Slayer
- Show No Mercy (1983)
- Hell Awaits (1985)
- Reign in Bood (1986)
- South of Heaven (1988)
- Season in the Abyss (1990)
- Christ Illusion (2006)
- World Painted Blood (2009)

### Grip Inc.
- Power of Inner Strength (1995)
- Nemesis (1997)
- Solidify (1999)
- Incorporated (2004)

### Testament
- The Gathering (1999)

### Fantômas
- Fantômas (1999)
- The Director's Cut (2001)
- Delirium Córdia (2004)
- Suspended Animation (2005)

### Philm
- Harmonic (2012)
- Fire From the Evening Sun (2014)

### Suicidal Tendencies
- World Gone Mad (2016)
- Still Cyco Punk After All These Years (2018)

### Dead Cross
- Dead Cross (2017)